# Aeropuerto Internacional de Katmandú
El Aeropuerto Internacional de Katmandú (IATA: KTM, OACI: VNKT) es un aeropuerto internacional situado en la ciudad de Katmandú, en Nepal.
Es el único aeropuerto internacional del país; consta de dos terminales, una nacional y otra internacional. Las instalaciones incluyen algunas tiendas y bares. En la terminal internacional hay varias tiendas libres de impuestos. El Hotel Radisson Katmandú funciona como salón para ejecutivos y viajeros de primera clase. También existe un salón de negocios para los pasajeros de Thai Airways de clase business y titulares de la tarjeta Star Alliance Gold. Una reciente ampliación de la terminal internacional ha hecho más corta la distancia a los aviones. Alrededor de 22 compañías aéreas internacionales conectan Nepal con otros destinos en Asia y Oriente Medio. El aeropuerto está a unos seis kilómetros del centro de la ciudad, en el valle de Katmandú.
El aeropuerto de Katmandú es la puerta de entrada al país de miles de montañeros y alpinistas que visitan la cercana cordillera del Himalaya, con vuelos regulares al Aeropuerto de Lukla (en Lukla es donde comienzan las rutas al Everest), así como enlace con otras zonas turísticas del país, como el Aeropuerto de Pokhara, en la ciudad homónima.

## Terminales, líneas aéreas y destinos

### Vuelos domésticos
| Ciudad          | Nombre del aeropuerto                  | Aerolíneas                                  |
| --------------- | -------------------------------------- | ------------------------------------------- |
| Bhadrapur       | Aeropuerto de Bhadrapur                | Buddha Air / Shree Airlines / Yeti Airlines |
| Bharatpur       | Aeropuerto de Bharatpur                | Buddha Air / Yeti Airlines                  |
| Biratnagar      | Aeropuerto de Biratnagar               | Buddha Air / Shree Airlines / Yeti Airlines |
| Dhangarhi       | Aeropuerto de Dhangarhi                | Buddha Air / Shree Airlines                 |
| Janakpur        | Aeropuerto de Janakpur                 | Buddha Air / Yeti Airlines                  |
| Lukla           | Aeropuerto Tenzing-Hillary             | Yeti Airlines                               |
| Nepalgunj       | Aeropuerto de Nepalgunj                | Buddha Air / Yeti Airlines                  |
| Pokhara         | Aeropuerto de Pokhara                  | Buddha Air / Yeti Airlines                  |
| Rajbiraj        | Aeropuerto de Rajbiraj                 | Shree Airlines                              |
| Pipara Simara   | Aeropuerto Pipara Simara               | Buddha Air                                  |
| Siddharthanagar | Aeropuerto Internacional Gautam Buddha | Buddha Air / Shree Airlines / Yeti Airlines |
| Surkhet         | Aeropuerto de Surkhet                  | Buddha Air                                  |
| Tumlingtar      | Aeropuerto de Tumlingtar               | Buddha Air                                  |

### Vuelos internacionales
| Ciudades por país      | Nombre del aeropuerto                                | Aerolíneas                                      | Aeronaves             | Frecuencias semanales |      |
| Asia                   | Asia                                                 | Asia                                            | Asia                  | Asia                  | Asia |
| ---------------------- | ---------------------------------------------------- | ----------------------------------------------- | --------------------- | --------------------- | ---- |
| Arabia Saudita         |                                                      |                                                 |                       |                       |      |
| Dammam                 | Aeropuerto Internacional de Dammam-Rey Fahd          | Himalaya Airlines                               | A3xxceo               |                       |      |
| Bangladés              |                                                      |                                                 |                       |                       |      |
| Daca                   | Aeropuerto Internacional de Daca-Hazrat Shahjalal    | Biman Bangladesh Airlines Himalaya Airlines     |                       |                       |      |
| Bután                  |                                                      |                                                 |                       |                       |      |
| Paro                   | Aeropuerto Internacional de Paro                     | Bhutan Airlines Druk Air                        | A319-112              |                       |      |
| Catar                  |                                                      |                                                 |                       |                       |      |
| Doha                   | Aeropuerto Internacional Hamad                       | Himalaya Airlines Nepal Airlines Qatar Airways  | A3xxceo               |                       |      |
| China                  |                                                      |                                                 |                       |                       |      |
| Chengdú                | Aeropuerto Internacional de Chengdú-Shuangliu        | Air China Sichuan Airlines (Vía LXA)            |                       |                       |      |
| Guangzhou              | Aeropuerto Internacional de Cantón-Baiyun            | China Southern Airlines                         |                       |                       |      |
| Kunming                | Aeropuerto Internacional de Kunming-Changshui        | China Eastern Airlines                          |                       |                       |      |
| Lhasa                  | Aeropuerto de Lhasa Gonggar                          | Himalaya Airlines                               | A3xxceo               |                       |      |
| Pekín                  | Aeropuerto Internacional de Pekín-Daxing             | Himalaya Airlines                               | A3xxceo               |                       |      |
| Corea del Sur          |                                                      |                                                 |                       |                       |      |
| Seúl                   | Aeropuerto Internacional de Incheon                  | Korean Air                                      |                       |                       |      |
| Emiratos Árabes Unidos |                                                      |                                                 |                       |                       |      |
| Abu Dabi               | Aeropuerto Internacional de Abu Dabi                 | Air Arabia                                      | A32x                  |                       |      |
| Dubái                  | Aeropuerto Internacional de Dubái                    | Flydubai Nepal Airlines                         | B737 A3xxceo          |                       |      |
| Sharjah                | Aeropuerto Internacional de Sharjah                  | Air Arabia                                      | A32x                  |                       |      |
| Hong Kong              |                                                      |                                                 |                       |                       |      |
| Hong Kong              | Aeropuerto Internacional de Hong Kong                | Cathay Pacific Nepal Airlines                   | A3xxceo               |                       |      |
| India                  |                                                      |                                                 |                       |                       |      |
| Bangalore              | Aeropuerto Internacional Kempegowda                  | Nepal Airlines                                  | A3xxceo               |                       |      |
| Benarés                | Aeropuerto Internacional Lal Bahadur Shastri         | Buddha Air                                      |                       |                       |      |
| Bombay                 | Aeropuerto Internacional Chhatrapati Shivaji         | Nepal Airlines                                  | A3xxceo               |                       |      |
| Calcuta                | Aeropuerto Internacional Netaji Subhash Chandra Bose | Air India                                       |                       |                       |      |
| Nueva Delhi            | Aeropuerto Internacional Indira Gandhi               | Air India Bhutan Airlines IndiGo Nepal Airlines | A319-112 A32x A3xxceo |                       |      |
| Kuwait                 |                                                      |                                                 |                       |                       |      |
| Ciudad de Kuwait       | Aeropuerto Internacional de Kuwait                   | Jazeera Airways                                 | A3xxceo               |                       |      |
| Malasia                |                                                      |                                                 |                       |                       |      |
| Kuala Lumpur           | Aeropuerto Internacional de Kuala Lumpur             | Malaysia Airlines Nepal Airlines                | A3xxceo               |                       |      |
| Omán                   |                                                      |                                                 |                       |                       |      |
| Mascate                | Aeropuerto Internacional de Seeb                     | SalamAir                                        | A32x-251N*            |                       |      |
| Singapur               |                                                      |                                                 |                       |                       |      |
| Singapur               | Aeropuerto Internacional de Singapur                 | Singapore Airlines                              |                       |                       |      |
| Tailandia              |                                                      |                                                 |                       |                       |      |
| Bangkok                | Aeropuerto Internacional Don Mueang                  | Thai Lion Air                                   | B737                  |                       |      |
| Bangkok                | Aeropuerto Internacional Suvarnabhumi                | Nepal Airlines Thai Airways                     | A3xxceo               |                       |      |
| Europa                 |                                                      |                                                 |                       |                       |      |
| Turquía                |                                                      |                                                 |                       |                       |      |
| Estambul               | Aeropuerto Internacional de Estambul                 | Turkish Airlines                                |                       |                       |      |

## Antiguos operadores
- Aeroflot (Moscú, vía Delhi) [Aeroflot todavía vuela a Nueva Delhi, pero anuló la escala en Katmandú.]
- Air Nepal International (Bangkok, Doha, Dubái, Kuala Lumpur - Finalizó en 2006)
- Austrian Airlines (Viena, vía Delhi) [Austrian todavía vuela a Delhi, pero anuló la escala en Katmandú.]
- Gulf Air (Baréin)
- Lufthansa (Fráncfort del Meno, Karachi, Múnich)
- Martinair (Ámsterdam - Hasta 2006)
- Necon Air (Patna, Varanasi - Hasta 2003)
- Singapore Airlines (Daca, Singapur - Hasta 2002)
- Transavia (Ámsterdam, Sharjah)

## Estadísticas
Ver fuente y consulta Wikidata.

## Accidentes e incidentes
- El Vuelo 311 de Thai Airways International -31 de julio de 1992- un Airbus 310 se estrelló en el Parque nacional de Langtang, muriendo sus 113 ocupantes.

- El Vuelo 268 de PIA -28 de septiembre de 1992- un Airbus A300, se estrelló durante el aterrizaje, muriendo las 167 personas que iban a bordo.

- El 17 de enero de 1995, el  Royal Nepal Airlines De Havilland Canada DHC-6 Twin Otter 300, vuelo RA133 de Katmandú a Rumjatar, golpeó la pista de aterrizaje y se salió del recinto, deteniéndose fuera de él. Murieron un miembro de la tripulación y un pasajero.[3]

- El 5 de septiembre de 1999, el vuelo 128 de Necon Air, entre Pokhara y Katmandú, un  BAe 748-501 Super 2B, colisionó con una torre de comunicación de Nepal Telecommunication Corporation y se estrelló en una zona arbolada 25 kilómetros al oeste de Katmandú, cuando se aproximaba al Aeropuerto Internacional Tribhuvan. Los 10 pasajeros y los 5 tripulantes resultaron muertos.[4]

- El 26 de diciembre de 2000, un Airbus de Indian Airlines fue secuestrado con 150 rehenes. Fueron liberados tras la puesta en libertad de tres activistas musulmanes que estaban presos en la India.[5]
- El 4 de marzo de 2015, un Airbus A330 de Turkish Airlines se salió de la pista durante el aterrizaje en condiciones de baja visibilidad, tras una aproximación desestabilizada.[6]

- El 25 de abril de 2015, debido al terremoto de 7.8 grados el aeropuerto cerró, pero reabrió  las 7 PM del mismo día.[7]

- El 12 de marzo de 2018, el vuelo 211 de US-Bangla Airlines, un avión Bombardier Q Series, comenzó a arder antes de aterrizar y se accidentó causando 49 muertos y 22 heridos.[8]